# Liste des rois de Strathclyde
Liste des rois du Royaume de Strathclyde.
Le royaume de Strathclyde dont la capitale était Dumbarton sur le Firth of Clyde a été constitué sous une dynastie d’origine brittonique vers la fin de l’occupation romaine en Bretagne insulaire à la frontière nord-ouest du Mur d'Hadrien. Il est connu sous le nom de royaume d’Ath Clut (Scot Ail Cluaithe).

## Historique
Le royaume de Strathclyde connu son apogée au VIe siècle lorsqu’il put imposer provisoirement son hégémonie à ses voisins Pictes et Scots et son déclin au siècle suivant lorsque les rois de Northumbrie entreprirent son démembrement avant d’assiéger et de prendre sa capitale en 756. Dumbarton fut ensuite une nouvelle fois, assiégée pendant six mois et pillée par Amlaíb et Imar les rois Vikings de Dublin en 870
La capitale fut alors déplacée de Dumbarton vers le centre religieux de Govan et de Glasgow ce qui accéléra l’intégration du Strathclyde dans le royaume écossais d’Alba.
Une dynastie issue de la famille royale écossaise s’y serait installée après l'expulsion d'Eochaid mac Run. En effet, selon Alfred P. Smyth reprenant la thèse soutenue par la quasi-totalité des historiens depuis Jean de Fordun, le Strathclyde uni à la Cumbria aurait été tenue après 908/916 par un segment de la dynastie des rois d'Alba issu d'Aed ou de son frère Donald II avant de constituer un apanage pour le Taniste, héritier présomptif au trône d’Écosse. Dans un premier temps Indulf sous le règne de Malcolm Ier puis son fils Dubh lorsque Indulf devient roi d'Écosse à son tour. Le meurtre de Dubh par Culen le fils d'Indulf Ier met fin à ce système et permet à Domnall mac Owen de récupérer son trône vers 962.
Cette hypothèse est désormais contestée depuis  Alan MacQuarrie  et surtout Dauvit Broun qui estiment que les rois de Strathclyde postérieurs sont issus de l'antique dynastie brittonique.
Après la disparition du dernier roi Owen le Chauve, Malcolm II d'Écosse aurait attribué le Strathclyde à son petit-fils et héritier le futur  roi Duncan Ier d'Écosse. La région conserve une certaine autonomie jusqu’au règne du petit-fils de ce dernier, David Ier.

## Rois d’Alt Clut
- vers 450-470 : Ceretic Guletic (Ceretic Wledig) ;
- vers 470-495 : Cinuit ;
- vers 495-525 : Dumnagual Ier (Dyfnwal Hen)  ;
- vers 525-550 : Clinoch    (Guithno) ;
- vers 550-580 : Tutagual (Tudwal) ;
- vers 580-600 : Rhydderch Hael ;
- vers 600-621 : Neithon de Strathclyde
- vers 621-627 : Beli Ier († 627) [4].
- vers 627-645 : Eugein Ier de Strathclyde  († après 642)
- vers 645-658 : Guret de Strathclyde  († 658) [5].
- vers 658-680 : Elfin de Strathclyde (?)
- vers 680-694 : Dumnagual II de Strathclyde († 694) [6].
- 694-722  : Beli II de Strathclyde († 722) [7].
- 722-752 : Tewdwr de Strathclyde († 752) [8].
- 752-760 : Dumnagual III de Strathclyde  († 760) [9].
- 760-vers 785 : Eugein II de Strathclyde
- vers 785-810 : Rhydderch II de Strathclyde
- vers 810-835 : Dumnagual IV de Strathclyde
- vers 835-872 : Artghal († 872) [10].
- 872-878 : Run
- 878-889: Eochaid mac Run  expulsé en 889.

## Rois de Strathclyde et deCumbria
- mort vers 908/916 : Dumnagual/Dyfnwal V
- vers 908-925 :Domnall
- 925-937 :Owen  († 937)
- 937-945 N mac Domnall
  - 946-954 :Indulf Ier d'Écosse
  - 954-962  :Dubh Ier d'Écosse
- 962-971 :Domnall mac Owen  († 975) [11]
- vers 971 ? : Amdarch mac Domnall
- 973-997  :Mael Coluim mac Domnall († 997) [12]
- 997-1015 :Owen mac Domnall († 1015) ?
  - 1005-1034 :Malcolm mac Kenneth
- 1015-1018 :Owen le Chauve († après 1018) 
  - après 1018-1034 ? :Duncan d'Écosse
  - 1034-1045 :Maldred mac Crinan régent
- Vers 1054  : Malcolm ?
- 1058-1058 :Malcolm mac Duncan
- 1058-1093 : Union avec l’Écosse.
- 1093-1097 :Edmond mac Malcolm
- 1097-1113 :Alexandre mac Malcolm
- 1113-1124 :David mac Malcolm